# Flughafen Chūbu

i7
i11
i13

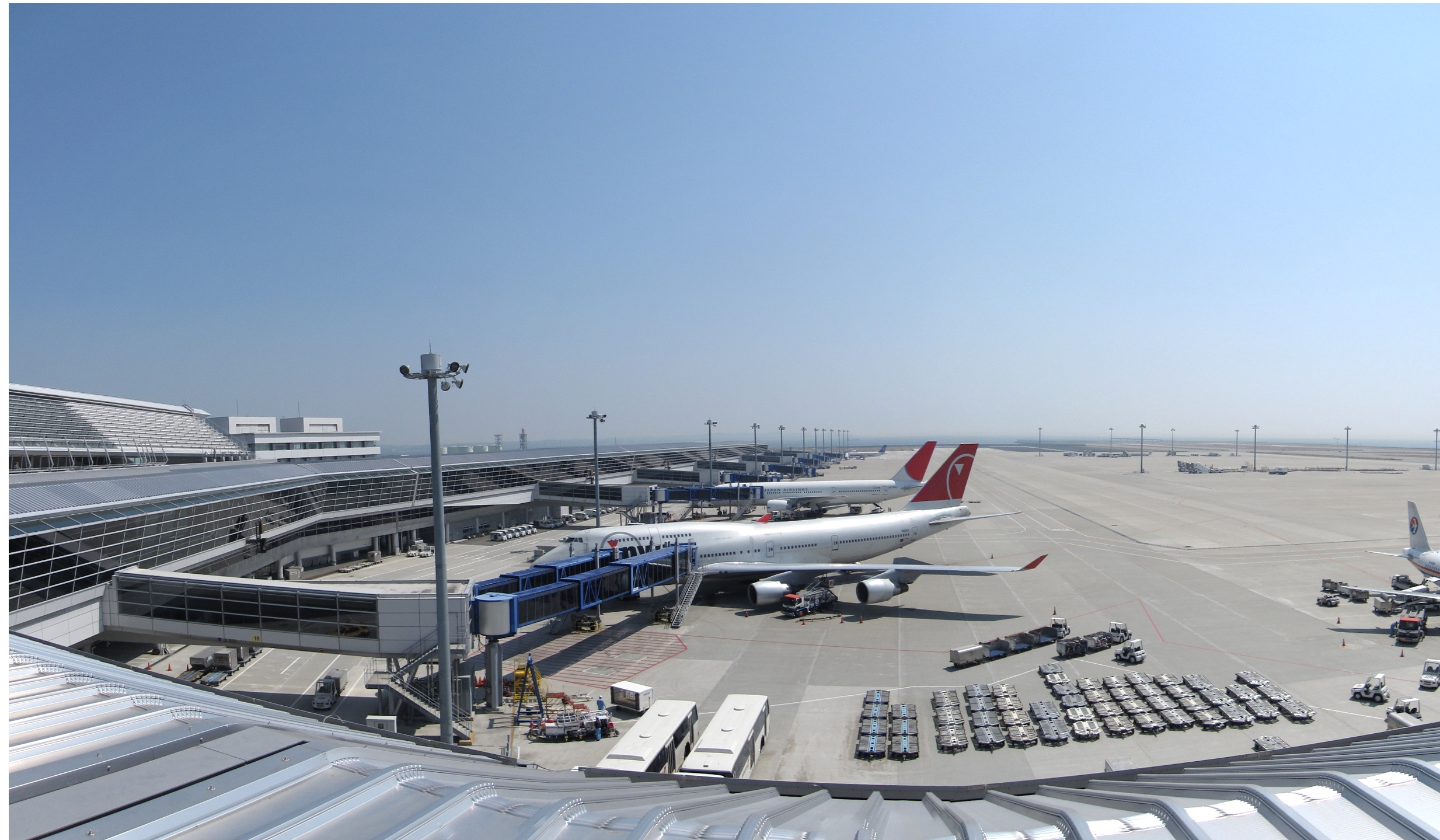
Flugsteige

Der Flughafen Chūbu (japanisch 中部国際空港, Chūbu Kokusai Kūkō, IATA-Code: NGO, ICAO-Code: RJGG), oft nur Centrair (セントレア, Sentorea) genannt, ist ein Flughafen auf einer künstlichen Insel in der Ise-Bucht, vor der Stadt Tokoname auf der Chita-Halbinsel, Präfektur Aichi, in Japan. Er liegt 33 Kilometer südlich der Stadt Nagoya und ist der wichtigste Flughafen in der Chūbu-Region. Der Flughafen Chūbu gilt nach der japanischen Gesetzgebung als Flughafen 1. Klasse.

## Geschichte
Chūbu bedient den drittgrößten Ballungsraum Japans, der sich um die Stadt Nagoya herum befindet. Die Region ist ein wichtiges Produktionszentrum mit dem Hauptsitz und den Produktionsanlagen von Toyota sowie den Produktionsanlagen von Mitsubishi Motors und der Mitsubishi Aircraft Corporation.
Die Frachtabfertigungskapazität des alten Flughafens Nagoya reichte nicht aus, um die Nachfrage der Automobilhersteller zu befriedigen. Des Weiteren lag der alte Flughafen in einem Wohngebiet, was die Anzahl der Flüge, sowie die Betriebszeiten einschränkte.
Nach intensiver Lobbyarbeit durch Toyota und anderen, insbesondere für 24-Stunden-Frachtflüge, wurde im August 2000 mit dem Bau des neuen Flughafens in der Ise-Bucht begonnen. Das Budget belief sich auf 768 Mrd. ¥ (5,5 Mrd. €), doch es konnten fast 100 Mrd. ¥ eingespart werden.
Japanischen Medienberichten zufolge verdiente die Kodo-kai, eine Yakuza-Gruppe innerhalb der Yamaguchi-gumi, immense Summen, indem sie über eine Scheinfirma namens Samix der einzige Lieferant von Erde, Felsen, Sand und Kies für das Flughafenbauprojekt war.
Der Flughafen wurde am 17. Februar 2005 eröffnet.
Der Gouverneur von Aichi, Hideaki Ōmura, gab im Dezember 2021 bekannt, dass zwei neue Start- und Landebahnen auf dem Flughafen geplant sind: eine 3.290 m lange Parallelbahn östlich der bestehenden Start- und Landebahn, die 2027 fertiggestellt werden soll, und eine 3.500 m lange Start- und Landebahn auf der Westseite des Flughafens, die die bestehende Start- und Landebahn ersetzen soll.

## Lage und Verkehrsanbindung
Der Flughafen liegt auf einer künstlichen Insel in der Ise-Bucht und hat eine Fläche von 470 Hektar. Er besitzt eine Start- und Landebahn mit der Ausrichtung 18/36.
Erreichbar ist der Flughafen über die Meitetsu-Flughafenlinie der Bahngesellschaft Meitetsu mit dem Bahnhof Chūbu-kokusai-kūkō.

## Flughafenanlagen

### Terminal 1
Terminal 1 ist das Hauptterminal des Flughafens. Auf der Nordseite des Terminals werden Inlandsflüge abgefertigt, auf der Südseite internationale Flüge, jeweils mit eigenen Ticketschaltern, Sicherheitskontrollen und Gepäckbändern. Die Ankünfte werden im zweiten Stockwerk abgefertigt, die Abflüge im dritten Stockwerk. Die untere Ebene wird für Wartungsarbeiten, Catering und andere Bodenarbeiten sowie für Passagierbusse zu den Standplätzen in der Mitte des Flughafengeländes genutzt. Es gibt dreizehn Gates für Inlandsflüge und vierzehn für internationale Flüge.

### Terminal 2
Terminal 2 besitzt 11 Gates für internationale Flüge und neun Gates für Inlandsflüge. Ein Shuttlebus verbindet Terminal 2 mit Terminal 1.

## Fluggesellschaften und Ziele
Chūbu wird von Air China mit Peking verbunden.
All Nippon Airways verbindet national mit Tokyo-Narita.
Batik Air Malaysia fliegt nach Kuala Lumpur.
Cathay Pacific verbindet Chūbu mit Hong Kong und Taipeh
Als einzige europäische Airline verbindet Finnair saisonal mit Helsinki.

## Verkehrszahlen
Im Jahr 2019 nutzten 11.523.157 Passagiere den Flughafen, davon waren jeweils die Hälfte national und international.